# Franco Marquicias
Franco P. Marquicias (17 dicembre 1905 – Navotas, 20 aprile 1982) è stato un cestista filippino.

## Carriera
Con le Filippine ha disputato le Olimpiadi del 1936, classificandosi al 5º posto.